# Кейль, Франц
Франц Кейль (нем. Franz Keil; 1822—1876) — австрийский альпинист, географ и картограф и, как он сам себя называл, геопластик.

## Биография
Франц Кейль родился 22 июня 1822 года в городе Краслице. Кейл не мог позволить себе учиться в университете из-за плохого финансового положения своей семьи поэтому стал учеником аптекаря изучая фармацевтику сперва в Кенигсберге, а затем в Фалькенау; в Праге изучил ботанику у профессора Костелецкого. 

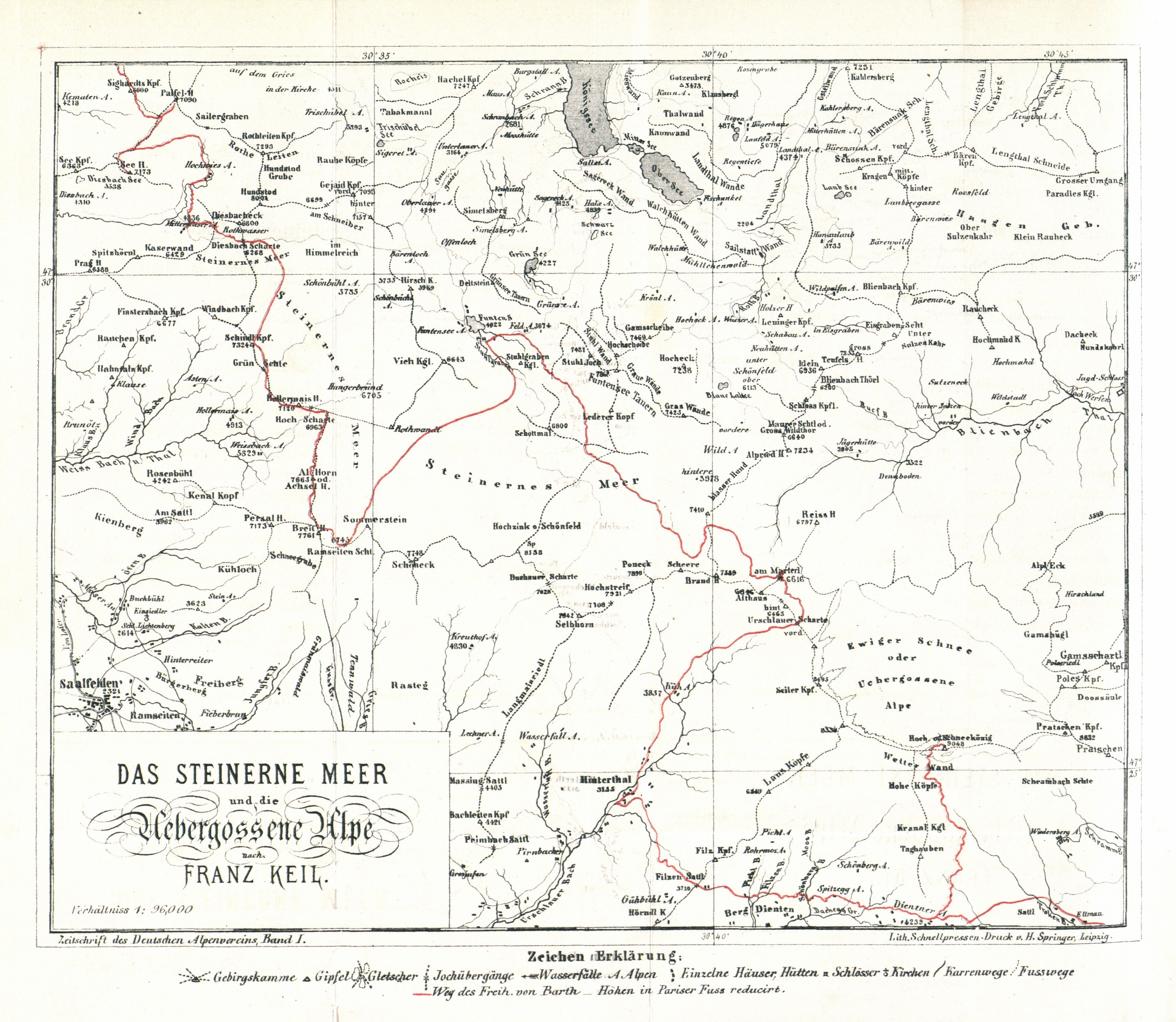
Одна из карт составленных Кейлем

В 1850 году, поступив провизором в линцскую аптеку и одновременно занимаясь альпинизмом и исследованием Альп, основал в Линце метеорологическую станцию и вместе с геологом Дионисом Стуром произвел большое количество определений высоты, которые были напечатаны в VII выпуске «Jahrhuch der К. К. geologischen Reichsanstalt in Wien» (1856, III четверть, стр. 459). 
Метеорологические и феноменологические наблюдения Франца Кейля были напечатаны в отчетах Иннсбрукского Фердинандеума (1858), очерк группы Kreuzkofel в отчете Венской академии наук (1859, т. XXXVII), о фауне и флоре ее же в «Abhandlung. d. Zoologisch-botanischen Vereins in Wien» (1859). 
В 1855 году у Кейля возникла идея изобразить альпийский мир на рельефной карте. Составленные им рельефы Гроссглокнера и группы Kreuzkofel обратили на него внимание австрийского министерства народного просвещения, и при помощи его Кейль летом 1861 года приготовил миниатюрное изображение Берхтесгаденской горной группы; до конца 1862 года им были изготовлены ещё 12 отделов карты. 
Усиленные работы следующих годов, лишения и травмы при частых подъемах на горные вершины спровоцировали у Кейля болезнь спинного мозга, от которой он и умер 10 марта 1876 года в Мариборе.
Подробная оценка его рельефно-топографической карты большей части Зальцбургских Альп была дана профессором Карлом Аберле (Зальбург, 1867).
Как альпинист он известен тем, что совершил первое восхождение на гору Hochschober; ныне там существует маршрут названный его именем.